# Rajd Polski 1938

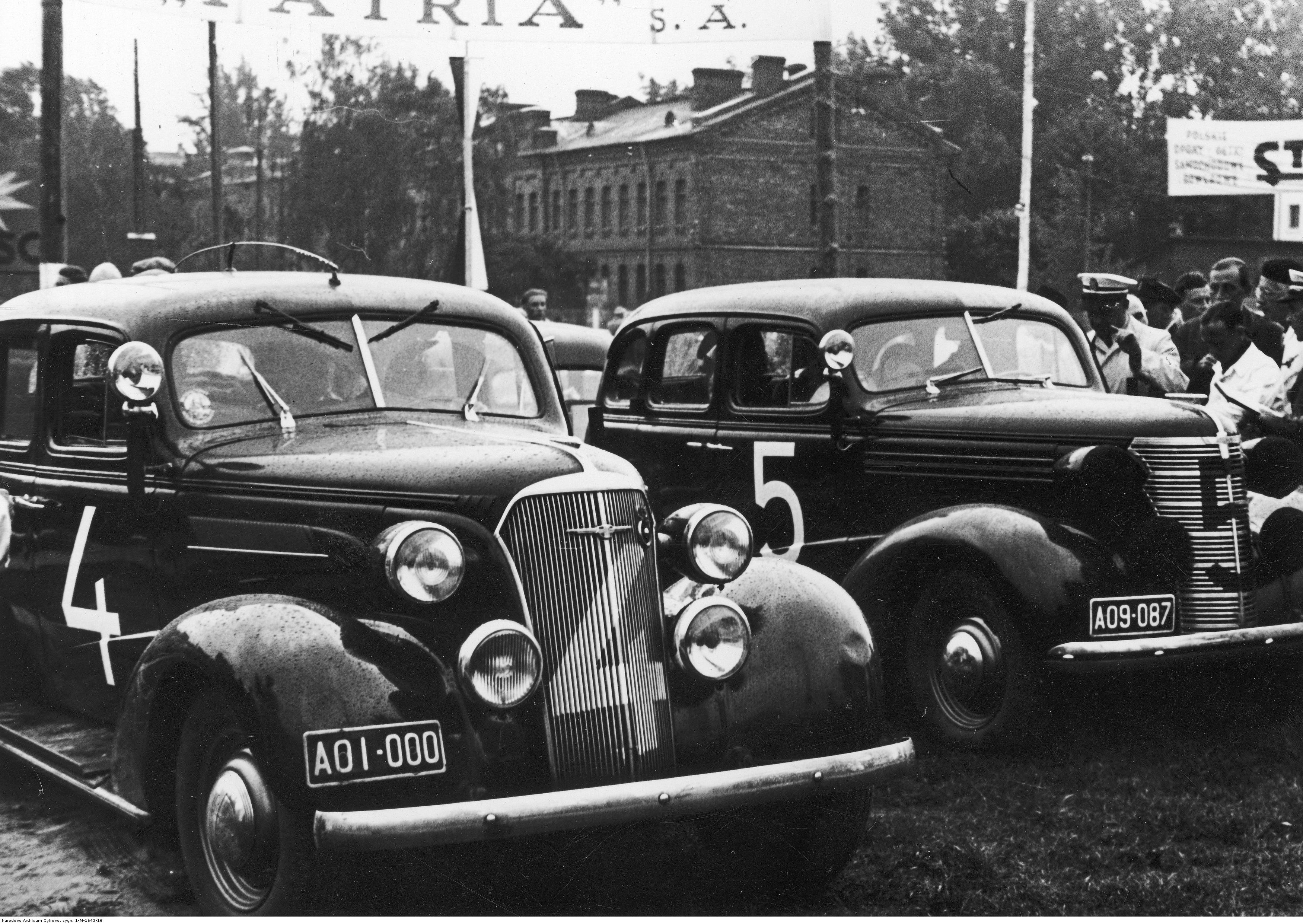
Witold Rychter (4) i Aleksander Mazurek (5) w samochodach Chevrolet podczas startu do Rajdu Polski 1938

Rajd Polski 1938 (a właściwie XI Międzynarodowy Raid Automobilklubu Polski o Grand Prix Polski) – odbył się w dniach od 25 czerwca do 1 lipca 1938 roku. W rajdzie wzięły udział 62 załogi, w tym 28 zagranicznych. Trasa rajdu liczyła 3815 km i składała się z trzech dwudniowych pętli, które rozpoczynały się i kończyły w Warszawie. Podczas rajdu odbyły się następujące próby sportowe: próba rozruchu silnika, dwie próby szybkości płaskiej z rozbiegiem, jazda okrężna na dystansie 3815 km, próba szybkości na drogach gruntowych na odcinku 241 km (w tym 162 km dróg gruntowych), próba szybkości górskiej na dystansie 5 km, próba zrywu, hamowania i zwrotności.

## Etapy rajdu[2]
- Etap I – Warszawa, Białystok, Grodno, Wilno, Kobylnik, Kupa koło Kobylnika (jezioro Narocz) – 564 km
- Etap II – Kupa (jezioro Narocz), Nieśwież (próba szybkości gruntowej), Puszcza Białowieska, Warszawa – 755 km
- Etap III – Warszawa, Lwów (dwugodzinna obowiązkowa przerwa dla wszystkich), Stryj, Zakopane (dzień odpoczynku) – 841 km
- Etap IV – Zakopane, Polana Śląska (próba szybkości górskiej na Równicy), Katowice, Piotrków, Łódź, Warszawa – 609 km
- Etap V – Warszawa, Poznań, Chojnice, Wejherowo, Gdynia (dzień odpoczynku) – 641 km
- Etap VI – Gdynia, Grudziądz, Warszawa – 405 km

## Wyniki końcowe rajdu[1]
Klasa V
| Miejsce | Kierowca           | Samochód  | Punkty  |
| ------- | ------------------ | --------- | ------- |
| 1       | Witold Rychter     | Chevrolet | 230,919 |
| 2       | Aleksander Mazurek | Chevrolet | 230,631 |
| 3       | Wacław Karczewski  | Chevrolet | 220,892 |

Klasa IV
| Miejsce | Kierowca        | Samochód      | Punkty  |
| ------- | --------------- | ------------- | ------- |
| 1       | Hans Rauch      | Mercedes-Benz | 235,081 |
| 2       | Frannz Emminger | Mercedes-Benz | 234,333 |
| 3       | Walter Iffland  | Mercedes-Benz | 231,248 |

Klasa III
| Miejsce | Kierowca           | Samochód       | Punkty  |
| ------- | ------------------ | -------------- | ------- |
| 1       | Jerzy Strenger     | Citroën Légère | 227,997 |
| 2       | Tadeusz Poczesny   | Citroën Légère | 227,012 |
| 3       | Stefan Tyszkiewicz | Mercedes-Benz  | 223,894 |

Klasa II
| Miejsce | Kierowca               | Samochód       | Punkty  |
| ------- | ---------------------- | -------------- | ------- |
| 1       | Stanisław Szwarcsztejn | Lancia Aprilia | 236,343 |
| 2       | Wojciech Kołaczkowski  | Lancia Aprilia | 234,846 |
| 3       | Leopold Połturak       | Lancia Aprilia | 234,703 |

Klasa I
| Miejsce | Kierowca         | Samochód  | Punkty  |
| ------- | ---------------- | --------- | ------- |
| 1       | Jan Ripper       | Fiat 1100 | 237,300 |
| 2       | Renato Ohisalba  | Fiat 1100 | 237,216 |
| 3       | Stefan Pronaszko | Fiat 1100 | 236,018 |